# Кригер, Майк
Майк Кригер (англ. Mike Krieger, род. 4 марта 1986) — бразильско-американский предприниматель, один из основателей Instagram.
Кригер родился в бразильском городе Сан-Паулу, в 2004 году переехал в Калифорнию, чтобы поступить в Стэнфордский университет, там он встретил Кевина Систрома.
Стал одним из соучредителей Instagram и делал обновления для этой социальной сети на протяжении 3 лет.
Женат на Кейтлин Триггер.